# Camprodon
Camprodon este o localitate în Spania în comunitatea Catalonia în provincia Girona. În 2005 avea o populație de 2.438 locuitori. Este situat la 15 km nord din Ripoll, capitala comarcei.